# Karl Sundholm
Karl Ludvig Sundholm, född 20 mars 1885 i Vaxholm, Stockholms län, död 11 mars 1955 i Stockholm (Hedvig Eleonora), var en svensk idrottsman (långdistanslöpare och roddare). Han tävlade för i tur och ordning Vaxholms Roddförening, Sundbybergs IK och Djurgårdens IF och vann SM-guld i terränglöpning 8 km år 1911 och 1913.